# Bud Powell
Bud Powell (New York, 1924. szeptember 27. – New York, 1966. július 31. vagy 1966. augusztus 1.) amerikai dzsesszzongorista. Charlie Parker, Thelonious Monk és Dizzy Gillespie mellett Powell is a modern dzsessz egyik vezető alakja volt.

## Pályafutása
Zenész családba született: nagyapja egy flamencogitáros, apja zongorista, és bátyja  trombitás volt. Természetes, hogy Bud Powell is érdeklődést mutatott a swing iránt, hiszen mindenütt lehetett hallani. Először egy bulin jelent meg a nyilvánosság előtt, ahol Fats Waller játékstílusát utánozta. Az első jazz kompozíció, amelyet elsajátított, James P. Johnson Carolina Shout című száma volt. Powell a rádióban hallotta Art Tatumot játszani, és igyekezett ellesni a technikáját.
Az 1940-es évek elején Powell különböző zenekarokban játszott (pl.: Cootie Williams and His Orchestra). Az első stúdiófelvétele a Round Midnight című Monk dal volt. Aztán további lemezfelvételei következtek Frank Socolow-val, Dexter Gordonnal, J. J. Johnsonnal, Sonny Stittel, Fats Navarroval és Kenny Clarke-kal. Mint zenekarvezető, első felvételeit 1947-ben készítette Curly Russell és Max Roach társaságában, aztán Charlie Parkerrel, Miles Davisszel, Tommy Potterrel és Max Roach-sal.
1947 novemberében bekerült a Creedmore Pszichiátriai Kórházba, ahol több mint egy évig maradt. Betegségének okait nem tudni pontosan, de az biztos, hogy 1945-ben néhány rendőr megverte. Mindenesetre 1947 körül kevésbé jó felvételei voltak, mint korábban. Annyi bizonyos, hogy alkoholista volt, és nála már kisebb mennyiségű alkohol is agresszív viselkedéshez vezetett.
A Blue Note Recordsnál 1949 augusztusában Fats Navarro, Sonny Rollins, Tommy Potter és Roy Haynes társaságában készültek felvételei. Norman Granz record producerrel több, mint egy tucat felvétele készült többnyire szólóban vagy trióban.
1951-53 között pszichiátriai kezelései voltak. Marihuánabirtoklása miatt letartóztatták. Utána Oscar Goodstein, a Birdland tulajdonosa gondozta. Habár a Glass Enclosure című szerzeményét Goodsteinnek ajánlotta, a gondoskodádát kvázi börtönnek érzett. Játéka a gyógyszeres kezelések hatására lassan hanyatlásnak indult. Testvére, Richie Powell 1956-ban bekövetkezett autóbalesetben bekövetkezett halála (amelyben Clifford Brown is meghalt), még inkább elszigeteltségbe taszította.
Bud Powell 30 évesen túl volt a virágkoron, és beteg, kimerült férfi volt. Legtöbbször visszahúzódó volt, és alig érdeklődött a környezete iránt. Szinte nem voltak barátai, a zongora mellett állandó figyelemre volt szüksége.
Powell 1959-ben Párizsba ment, mert az amerikai rasszizmust már nehezen viselte. Párizsban Pierre Michelot-val és Kenny Clarke-kal hármasban játszott. Különösen figyelemre méltó az 1960-as Essen Jazz Fesztiválon Clarke-kal, Oscar Pettiforddal és Coleman Hawkinsszal való fellépése. 1961 decemberében két albumot vett fel a Columbia Records számára: A Portrait of Thelonious és A Tribute to Cannonball. 
Az Una Noche Con Francis című darabot egy francia jazzrajongónak, Francis Paudras-nak ajánlotta, aki szeretettel vigyázott rá, és később feljegyezte Powell-lel töltött idejét.
Powellnek 1964-ben be kellett fejeznie párizsi tartózkodását súlyos tuberkulózis miatt. Visszatért New Yorkba és egy utolsó nagy látogatása volt a Birdlandben. Betegsége végül oda vezetett, hogy a brooklyni Kings Megyei Kórházba került. A tbc, alultápláltság és májelégtelenség kombinációja végzett vele. A kórházban halt meg.
- Bud Powell zongorajátéka felforgatta a dzsesszzongorázás hagyományait. Játékának szikrázó hangzása és ragyogóan agresszív ritmusai olyan közel kerültek Charlie Parker érzelmi üzenetéhez, amennyire csak egy zongora tudott. Ugyanakkor (vagy éppen ezért) Powell nem szimpatitált Parkerrel, kevés a közös felvételük volt.

- Húsz évvel halála után készült a Bud Powell élettörténete ihlette Bertrand Tavernier(wd) „Round Midnight” című filmje, amelyben Dexter Gordon a problémás és beteg művész szerepét játszotta.

## Albumok
- 1947: Bud Powell Trio Plays
- 1947: My Devotion
- 1949: The Genius of Bud Powell, Vol. 1
- 1949: The Amazing Bud Powell, Vol. 1
- 1950: Bud Powell's Moods
- 1950: Bud Powell Piano
- 1950: Bud Powell Trio
- 1953: Charles Mingus Trios
- 1953: In March with Mingus
- 1953: Bud Powell Trio
- 1953: Jazz at Massey Hall, Vol. 1 [live]
- 1953: Autumn Sessions
- 1955: Jazz Original
- 1955: The Lonely One
- 1955: Piano Interpretations by Bud Powell
- 1957: The Amazing Bud Powell, Vol. 3: Bud!
- 1958: Time Waits: The Amazing Bud Powell
- 1960: The Complete Essen Jazz Festival Concert [live]
- 1962: Bouncing with Bud Delmark [live]
- 1980: Bud Powell Trio at the Golden Circle, Vol. 1 [live]
- 1987: Bouncing With Bud

## Fordítás
Ez a szócikk részben vagy egészben  a   Bud Powell című német Wikipédia-szócikk ezen változatának fordításán alapul.  Az eredeti cikk szerkesztőit annak laptörténete sorolja fel. Ez a jelzés csupán a megfogalmazás eredetét és a szerzői jogokat jelzi, nem szolgál a cikkben szereplő információk forrásmegjelöléseként.